# Flayat
Flayat település Franciaországban, Creuse megyében. Lakosainak száma 300 fő (2022. január 1.). Flayat Basville, Crocq, Malleret, Saint-Agnant-près-Crocq, Saint-Merd-la-Breuille, Saint-Oradoux-de-Chirouze, Fernoël és Giat községekkel határos.

## Népesség
A település népességének változása:
| Lakosok száma | 533  | 447  | 364  | 349  | 335  | 321  | 309  | 300  | 300  | 300  |
|               | 1968 | 1982 | 1990 | 2006 | 2013 | 2015 | 2017 | 2019 | 2020 | 2022 |